# Alim Qasimov
Alim Qasimov ou Alem Qasimov, (1957, Shamakha, Azerbaïdjan - ) est un chanteur traditionnel azerbaïdjanais. C'est l'un des meilleurs interprètes de l'art du mugham, ce terme désignant la musique savante d'Azerbaïdjan, mais aussi la formation traditionnelle composée du târ, du kamânche et du daf. Sa voix haut perchée et son émotion ont fait beaucoup d'émules et il a obtenu le prix de l'UNESCO en 1999. Il fait de nombreuses tournées internationales depuis des années.
Sa carrière a failli prendre fin à l'âge de 14 ans quand il subit une humiliation lors d'un concours de chant. Il continua cependant son apprentissage discret.
Il est né à Chemakha en 1957. De 1970 à 1982 il a vécu avec ses parents dans le village Achaghi Guzdek de l’Abchéron. 
De 1978 à 1982 Alim Qasimov étudiait au collège de musique du nom d’Assaf Zaynalli, et de 1983 à 1989 à l’Institut National des Beaux-Arts M.A.Aliyev. Dès 1988, il commence à interpréter le mugham.
En 1979 a lieu la première production du chanteur à la télévision azerbaïdjanaise.
En 1980, il participe aux XXIIes Jeux olympiques à Moscou.
La biographie du chanteur est enrichie par sa participation à des festivals internationaux et à des concerts en Amérique, Europe et Asie. Pendant les années 1989 - 2001, ont été enregistrés plus de 10 disques d’Alim Qasimov. 
D'après Qasimov, la musique est une nourriture spirituelle, envoyée par Dieu, créée avec les hommes, mais non par les hommes… Les improvisations sur le mugham peuvent durer des heures, soit en turc azéri, soit en persan, soit en arabe. Seules les paroles sont écrites.
Sa fille de 21 ans Fargana Qasimova l'accompagne à présent sur scène et dans ses albums. 
En 1999 s’est tenue la présentation du disque «L’océan d’amour », très populaire en Europe et du film documentaire sur le khanende azerbaïdjanais, filmé par l’UNESCO.
Alim Qasimov est participant du projet connu sous le titre « La grande route de la soie » (Silk Road Project (en)), conçu par le célèbre violoncelliste Yo-Yo Ma, membre de l’ensemble « Route de la soie » qui réunit les meilleurs musiciens du monde.
Dès 1989, il est soliste du Théâtre National d’Opéra et du Ballet. Il avait interprété le rôle de Medjnun, Achuq Qarib et d’autres. En 2016 il chante avec sa fille Fargana à la Philharmonie de Paris. 
Alim Qasimov enseigne au Collège de musique Assaf Zeynalli. Il a le titre de professeur agrégé.
Il fait de nombreuses tournées internationales depuis des années.

## Les titres décernés
- En 1988, Alim Qasimov  remporte le prix du Festival International à Samarkand (Ouzbékistan).
- En 1988, il est honoré du titre d’Artiste Emérite de la RSS d’Azerbaïdjan.
- En 1989 la médaille d’or lui est décernée à Bonn.
- En 1991 il est élu membre du Théâtre de la Ville de Paris.
- En 1993 il est honoré du titre d’Artiste du Peuple de la République d’Azerbaïdjan.
- Les médailles musicales lui ont été remises en 1993 à Paris et en 1994 à Huston.
- En 1997 il reçoit le prix « Humay » à Bakou.
- Le 19 novembre 1999 Alim Qasimov est honoré du prix de l’UNESCO.
- En 2000 est élu membre de l’Assemblée Européenne des « Voix Rares ».
- En 2001 il remporte le prix principal du Festival International de musique à Samarkand.
- En août 2008, le Président de l’Azerbaïdjan lui attribue l’Ordre « Chohrat » (« Gloire ») pour ses mérites dans le développement de l’art du mugham.

## Livre sur Alim Qasimov
Natavan Faïq (Mustafaeva), musicologue et consultante en chef du service de presse du Ministère des Urgences, a écrit le livre intitulé « Alim » sur la vie et l’œuvre d’Alim Qasimov. L’auteur a consacré quatre ans et demi au travail sur ce livre. Le rédacteur et l’auteur de la préface est l’écrivain azerbaïdjanais Tchinguiz Abdullayev. La critique du livre est Firanguiz Alizade, le consultant Farkhad Badalbeyli. Les paroles du violoncelliste américain Yo-Yo Ma ont servi d’épigraphe pour le livre : « Je suis heureux, que je vis à la même époque avec Alim Qasimov… ».

## Discographie
- L'Art du Mugham : Azerbaidjan (Live), (1997)
- Le Mugham d'Azerbaidjan, (1999)
- Love's Deep Ocean, (2000) avec Ferghana Qasimova
- Spirit of the East, (2000) avec Piris Eliyahu Ferghana Qasimova, etc.
- The Legendary Art of Mugham, (2002) avec "Alim Qasimov Ensemble"
- Spiritual Music of Azerbaijan, (2008) avec Ferghana Qasimova